# Fère-en-Tardenois (tổng)
Tổng Fère-en-Tardenois là một tổng ở tỉnh Aisne trong vùng Hauts-de-France.

## Địa lý
Tổng này được tổ chức xung quanh Fère-en-Tardenois thuộc quận Château-Thierry. Độ cao thay đổi từ 73 m (Le Charmel) đến 247 m (Vézilly) với độ cao trung bình 147 m.

## Hành chính
| Giai đoạn        | Ủy viên          | Đảng | Tư cách                                                         |
| ---------------- | ---------------- | ---- | --------------------------------------------------------------- |
| depuis mars 2004 | Isabelle Vasseur | UMP  | Đại biểu khu bầu cử thứ năm của Aisne, thị trưởng của Ronchères |
| 1978-2004        | Jacques Hurmane  | PCF  |                                                                 |

## Các đơn vị cấp dưới
Tổng Fère-en-Tardenois gồm 23 xã với dân số là 8 913 người (điều tra năm 1999, dân số không tính trùng)
| Xã                    | Dân số | Mã bưu chính | Mã insee |
| --------------------- | ------ | ------------ | -------- |
| Beuvardes             | 640    | 2130         | 02083    |
| Brécy                 | 318    | 2210         | 02119    |
| Bruyères-sur-Fère     | 217    | 2130         | 02127    |
| Le Charmel            | 282    | 2850         | 02164    |
| Cierges               | 62     | 2130         | 02193    |
| Coincy                | 1 156  | 2210         | 02203    |
| Coulonges-Cohan       | 370    | 2130         | 02220    |
| Courmont              | 113    | 2130         | 02227    |
| Dravegny              | 149    | 2130         | 02271    |
| Fère-en-Tardenois     | 3 356  | 2130         | 02305    |
| Fresnes-en-Tardenois  | 263    | 2130         | 02332    |
| Goussancourt          | 68     | 2130         | 02351    |
| Loupeigne             | 77     | 2130         | 02442    |
| Mareuil-en-Dôle       | 184    | 2130         | 02462    |
| Nanteuil-Notre-Dame   | 76     | 2210         | 02538    |
| Ronchères             | 111    | 2130         | 02655    |
| Saponay               | 246    | 2130         | 02699    |
| Sergy                 | 143    | 2130         | 02712    |
| Seringes-et-Nesles    | 237    | 2130         | 02713    |
| Vézilly               | 124    | 2130         | 02794    |
| Villeneuve-sur-Fère   | 231    | 2130         | 02806    |
| Villers-Agron-Aiguizy | 70     | 2130         | 02809    |
| Villers-sur-Fère      | 420    | 2130         | 02816    |

## Biến động dân số
| 1962                                                     | 1968  | 1975  | 1982  | 1990  | 1999  |
| -------------------------------------------------------- | ----- | ----- | ----- | ----- | ----- |
| 7 123                                                    | 7 794 | 7 822 | 8 136 | 8 615 | 8 913 |
| Nombre retenu à partir de 1962 : dân số không tính trùng |       |       |       |       |       |